# Самоканібалізм
Са́моканібалі́зм, або а́втоканібалі́зм — акт поїдання самого себе. Схожий термін, який застосовують по відношенню до клітин, — автофагія.

## Серед людей

### Як звичний випадок
Певна кількість самопоїдання відбувається неусвідомлено, коли тіло споживає мертві клітини язика та щік. Ковтання власної крові з ненавмисного пошкодження (наприклад кров з носа) не вважають актом канібалізму.

### Як хвороба
Оніхофагія (обкусування нігтів), яка набуває форми спотворення смаку, хоча дехто вважає обкусування нігтів формою канібалізму. Іншими формами спотворення смаку є поїдання власного волосся, що може створити жмут в шлунку.

### Як вибір
Деякі люди можуть практикувати самоканібалізм як екстремальну форму модифікації тіла, наприклад поїдання власної шкіри. Інші можуть вживати власну кров — так званий автовампірізм, але смоктання крові з ран не вважається канібалізмом. Плацентофагія (поїдання тваринами власної плаценти) може бути формою самоканібалізму[джерело?].

## Як злочин
Про примусовий самоканібалізм як форму тортур або військового злочину повідомляла Елізабет Баторі, яка стверджувала, що деякі з її слуг були примушені їсти власну плоть на початку XVII століття. В 16-му столітті іспанські колонізатори змушували місцевих їсти власні яєчка. Були інциденти наступного року після 1991 Haitian coup d'état. В 1990-х молодих людей в Судані змушували їсти власні вуха.

## Посеред тварин
Іноді тварини (особливо собаки, мавпи, ведмеді) можуть відгризати частини свого тіла (лапи, хвости) для самозбереження, наприклад при потраплянні в капкан. У 2007 році в національному парку «Тессо Ніло» на Суматрі було сфотографовано тигра який відгриз передню лапу, щоб врятуватися від пастки. Такі випадки не вважаються самоканібалізмом, тому що ці тварини не поїдають частини свого тіла, а відгризають їх.
Короткохвості цвіркуни відомі тим що поїдають власні крила. Існують дані про деяких тварин, які перетравлюють власні нервові тканини, коли вони трансформуються в нову фазу життя, наприклад, Salpa maxima. Асцидії мають нервовий вузол в голові, який перетравлюється після прикріплення себе до каміння та стає стаціонарним, формуючись в актино-схожий організм. Цим доводилось, що нервові тканини використовуються для переміщення.
Самоканібалізм був задокументований в північно-американської пацюкозмії: одна піймана змія невдало намагалась з'їсти себе, померла під час другої спроби. Інша пацючна змія була знайдена, коли намагалась проковтнути біля ⅔ власного тіла. Але за сучасними науковими уявленнями, таку поведінку змій не вважають самоканібалізмом тому, що такі дії не виглядають навмисними.
Більшість плацентарних ссавців поїдають власні плаценти під час пологів. Така поведінка називається плацентофагією.

## Згадування в культурі

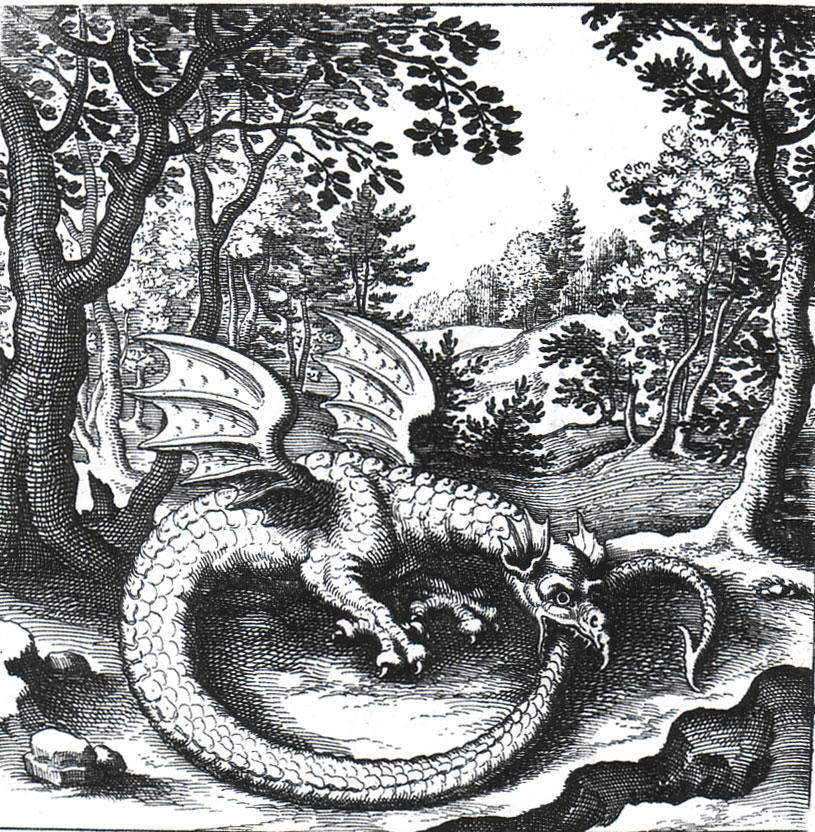
Античний символ Уроборос зображено кусаючим власний хвіст.

- Ерісіхтон з Грецької міфології їв самого себе в ненаситному голоді, що було його покаранням Деметрою;
- В повісті про короля Артура король Агрестс стає очманілим після різанини християнського послідовника у власному місті та їсть власні руки;
- У 1982 році було опубліковано оповідання Стівена Кінга під назвою «Той, хто хоче вижити». Оповідь ведеться від імені чоловіка, що опинився на маленькому пустельному острові;
- В романі Ганнібал;
- Autopsy має пісню про самоканібалізм;
- Rammstein пісня «Mein Teil» (на пісню надихнула історія Армін Майвес);
- Коротка історія «Дикий рот» японського науково-фантастичного письменника Сакьо Комацу;
- В японському фільмі жахів «Гола кров»;
- В германо-скандинавській міфології Йормунгард кусає власний хвіст, оточуючи всесвіт;
- Самоканібалізм є базою сюжету науково-фантастичного оповідання «Безхребетний» Алека Невала-Лі;
- В пародійному фільмі «Космічні яйця» Мела Брукса персонаж Піца їв себе до смерті після того, як закрив себе в машині;
- В романі «Битва королів» Джорджа Мартіна Леді Горнвуд знайдена померлою від голоду після можливого поїдання власних пальців;
- В романі жахів «Ритуал» Ґрема Мастертона;
- В манга серіях One Piece, Зеф їсть свою ногу попередньо приготовлену, щоб уникнути голодної смерті;
- В американському науково-фантастичному телесеріалі «Світляк» Реаверс їсть себе та робить інші модифікації тіла;
- В грі The Elder Scrolls III: Morrowind.